# Tora! Tora! Tora!
Tora! Tora! Tora! (トラ・トラ・トラ?) es una película épica estadounidense y japonesa de género bélico estrenada en 1970. Fue dirigida por Richard Fleischer, Kinji Fukasaku y Toshio Masuda, y producida por la 20th Century Fox, basada en el ataque japonés a Pearl Harbor (Hawái, Estados Unidos), el 7 de diciembre de 1941.

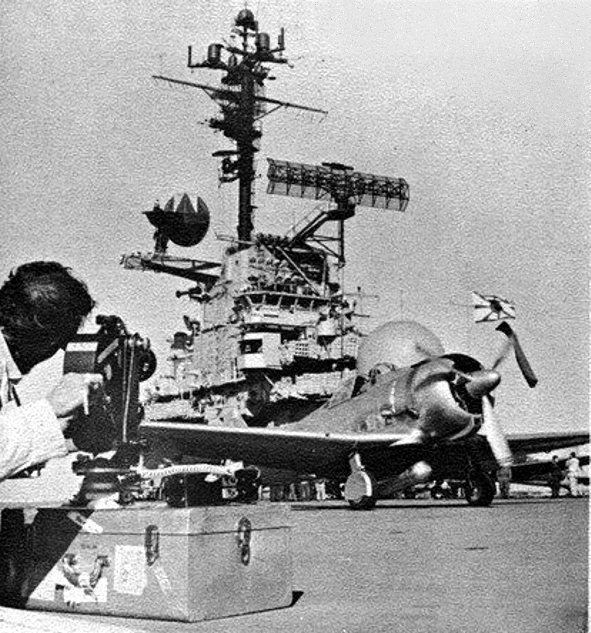
Un Texan reconvertido a Zero sobre la cubierta del USS Yorktown en 1968 para una escena del film Tora! Tora! Tora!

El título proviene de la expresión "Tora, tora, tora", el código utilizado por la Armada Imperial Japonesa para anunciar el éxito en obtener el factor sorpresa en dicho ataque. Tora (虎) literalmente significa "tigre", pero en este caso es un acrónimo de totsugeki raigeki (突撃雷撃, "ataque relámpago").

## Sinopsis
La película relata el ataque japonés a la base naval estadounidense de Pearl Harbor el 7 de diciembre de 1941. "Tora! Tora! Tora! " era la frase en clave que utilizaban los japoneses para indicar que se había alcanzado el éxito tras la primera oleada de un ataque. La película reproduce de manera meticulosa el ataque a Pearl Harbor, así como todos los hechos que le precedieron, tanto por uno como por otro bando: por parte de los militares japoneses, cómo y por qué decidieron desencadenar un ataque por etapas; por la otra parte, el hecho de que algunos altos mandos del ejército estadounidense, en los que reinaba el escepticismo y la excesiva confianza, ignoraran esta posibilidad de un ataque a gran escala.

## Reparto
La película incluye un gran elenco de estrellas:
- Martin Balsam como almirante Husband E. Kimmel, Comandante en jefe de la flota del Pacífico.
- Sō Yamamura como almirante Isoroku Yamamoto, comandante de la flota japonesa.
- Joseph Cotten como el ministro de guerra Henry Stimson.
- Tatsuya Mihashi como el comandante Minoru Genda.
- Takahiro Tamura como el teniente comandante Mitsuo Fuchida.
- E.G. Marshall como el coronel Rufus Bratton, jefe del servicio secreto del ejército.
- James Whitmore como el vicealmirante William F. Halsey.
- Eijiro Tono como el vicealmirante Chuichi Nagumo.
- Jason Robards como el teniente general Walter Short, comandante general del ejército de EE. UU.
- Neville Brand como el sargento de comunicaciones que desde su escritorio alerta continuamente sobre el inminente ataque y reprende a su capitán cuando sucede.

## Características
La obra fílmica muy bien dirigida, está basada en hechos históricos fidedignos y trata de apegarse notable y objetivamente a la realidad, sin escatimar en demostrar los errores y fallos de inteligencia de ambos bandos. La actuación de los personajes, tanto Soh Yamamura como el almirante Isoroku Yamamoto, y Tatsuya Mihashi, como el capitán Mitsuo Fuchida por el lado japonés, fueron buenas y proverbiales, pues en especial, el trabajo de Soh Yamamura fue muy sólido y creíble ya que no era actor profesional. El actor Eijiro Tono interpretando al vicealmirante Chuichi Nagumo mostró la actitud redundantemente precavida y con absoluta falta de iniciativa que caracterizó a este marino japonés.
Los efectos especiales son excelentes si se toma en cuenta la época en que se hicieron. Se prepararon grandes modelos (aproximadamente de escala 1:35) del Nevada y el Arizona en un estanque gigante. Son notables las maquetas 1:1 bien logradas del acorazado Nagato y del puente del portaaviones Akagi usadas como set en una playa. En este film, el puente-isla del Akagi es mostrado a estribor, cuando en realidad estaba a babor. Además, es mostrado navegando siendo un portaaviones clase Essex como un portaaviones japonés.
Los aviones invasores Zero fueron "personificados" por aviones estadounidenses T-6 Texan de entrenamiento por el parecido existente entre ambos aviones y porque, al finalizar la guerra, los acuerdos de paz obligaron a Japón a destruir cualquier equipo militar que tuviera. En consecuencia, se destruyeron muchísimos Zero y quedaron muy pocos sobrevivientes, que no eran suficientes para hacer la película y que tampoco estaban en condiciones de volar.
Las escenas del ataque son destacadas, en especial el ataque al campo Henderson y al campo Bickman. La escena de los aviones Curtiss P-40 haciendo esfuerzos por atacar a los Mitsubishi A6M Zero japoneses es una de las escenas destacables de la película.

## Premios
- La película tuvo cinco candidaturas al Óscar, y recibió el de mejores efectos visuales.